# Elena Amores
Elena Amores Arcos (Petrer, 19 de julio de 2002) es una jugadora de balonmano española que se desempeña como extremo izquierdo en la selección española y que ha fichado por el Super Amara Bera Bera.

## Trayectoria
Nacida en la Comunidad Valenciana, la petrerí Amores comenzó a tomar verdadero impulso durante su etapa en el Elda Prestigio. Desde el conjunto valenciano dio el salto al Mecalia Atlético Guardés en el verano del 2022. Durante su estancia de tres temporadas en La Guardia, la extremo valenciana se consolidó como una pieza fundamental en el esquema de juego del equipo, alcanzando números notables en cuanto a participación y efectividad en la época de Ana Seabra.
En la temporada 2024-2025, Amores se destacó especialmente al convertirse en la segunda máxima goleadora del equipo dirigido por la portuguesa, acumulando un total de 81 goles en el campeonato liguero que el equipo miñoto ganó el campeonato de la fase regular de la Liga Guerreras Iberdrola, asegurando así su participación en competiciones europeas para la siguiente temporada. Esa misma temporada fue proclamada mejor extremo izquierdo del campeonato.
En mayo de 2025, el Mecalia Atlético Guardés anunció oficialmente que Elena Amores no continuaría en el equipo para la temporada 2025-2026, fichando para el Super Amara Bera Bera.

### Clubes
- 2021-22: Elda Prestigio
- 2022-25: Atlético Guardés
- 2025- : Super Amara Bera Bera

Datos, a fecha 4 de junio de 2025
|          | Liga | Copa | EHF | Total |
| -------- | ---- | ---- | --- | ----- |
| Partidos | 75   | 6    | 10  | 91    |
| Goles    | 200  | 20   | 17  | 237   |